# 吕庆风
吕庆风（1935年—），男，浙江新昌人，中国无人驾驶飞机设计师，曾任南京航空航天大学无人机研究所所长、总工程师、研究员、博士生导师。